# 金の隈出入口
金の隈出入口（かねのくまでいりぐち）は、福岡県福岡市博多区にある福岡高速道路2号太宰府線の出入口である（九州道方面からは初の出口）。

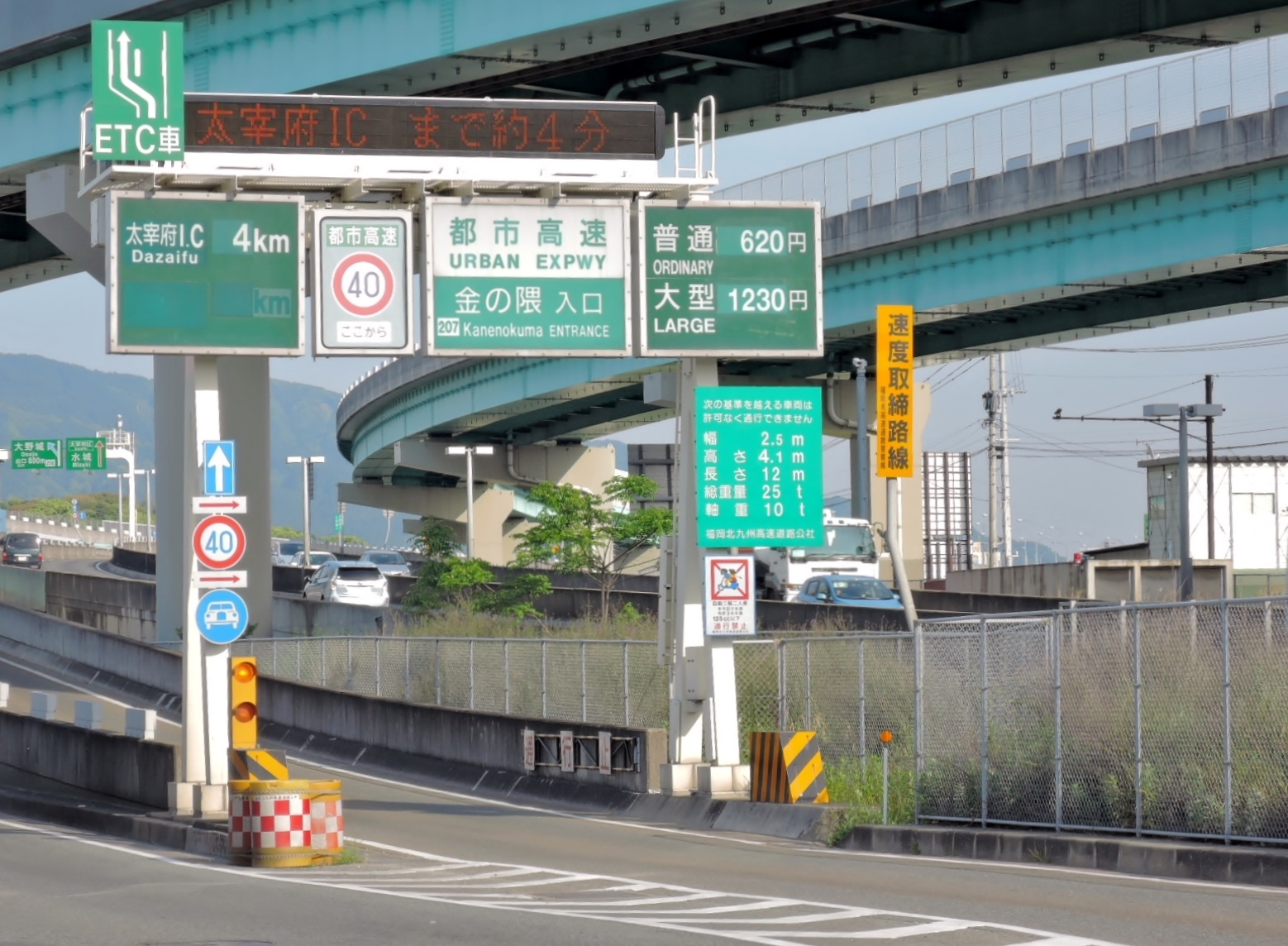
国道３号線から、太宰府方面に行く、金の隈入口を写す。

## 接続する道路
- 国道3号福岡南バイパス

## 周辺
- 福岡空港
- 東平尾公園
- 博多の森球技場
- 博多の森陸上競技場
- 福岡県立総合プール
- 福岡外環状道路
- 福岡東環状線

## 料金所

### 水城・太宰府IC方面
- ブース数：2
  - ETC専用：1
  - 一般：1

## 注意点
- 千鳥橋JCT・月隈JCT・野芥出入口方面（北行き）へは行けない。
- また、都市高速の混雑状況によっては出入口が閉鎖される場合がある。
- 月隈JCTの中にランプがある構造になっており、水城方面から月隈JCTで5号線方面と分岐したすぐ先に出口がある。

## 隣
福岡高速2号太宰府線
月隈JCT - (207)金の隈出入口 - (208)大野城出入口